# Ralstonia eutropha
Ralstonia eutropha és un bacteri del sòl gramnegatiu dins la classe Betaproteobacteria.

## Taxonomia
Ralstonia eutropha ha tingut una sèrie de canvis de nom. A la primera meitat del segle xx molts microorganismes litòtròfs s'agrupaven en el grup Hydrogenomonas. Ralstonia eutropha originàriament es deia Hydrogenomonas eutrophus.

## Metabolisme
Ralstonia eutropha és un bacteri que oxida l'hidrogen i és capaç d'emmagatzemar energia Pot desnitrificar el nitrat o el nitrit a gas nitrogen. Quan creix sota condicions autòtrofes, R. eutropha fixa carboni. Pot produir plàstics biodegradables (polihidroxialcanoats, PHA) amb sucre com a substrat. El genoma de dues soques d'aquest bacteri han estat seqüenciades.

## Hidrogenases
Ralstonia eutropha pot utilitzar hidrogen com a font d'energia. Contés tres hidrogenases diferents que tenen llocs actius de niquel ferro que fan la reacció:
H₂ {\displaystyle \rightleftharpoons } 2H+ + 2e-

## Aplicacions
Les hidrogenases tolerants a l'oxigen de R. eutropha han estat estudiades per a diferents propòsits. Ralstonia eutropha ha estat estudiat com un organisme atractiu per haver-hi vida en l'espai, pot fixar diòxid de carboni com a font de carboni, usar la urea de l'orina com a font de nitrogen i usar hidrogen com a font d'energia per poder formar proteïnes.
Les hidrogenases tolerants a l'oxigen de R. eutropha s'estan investigant per formar biocombustibles. Les R. eutropha modificades genèticament poden produir isobutanol mesclable amb la gasolina.